# 匯聯金融服務
匯聯金融服務控股有限公司，簡稱匯聯金融服務控股，以及匯聯金融服務（英語：Flying Financial Service Holdings Limited，港交所：8030），在2005年，由深圳市智匯投資諮詢有限公司、深圳市聯合拍賣有限責任公司，以及前行政總裁彭作豪，於深圳成立「廣東匯金典當股份有限公司」。
主席為鄭偉京，而前主席李仲豫，由於出售該公司3.7億股完成後，在2014年11月4日退任。業務在中國內地經營典当贷款服务及委托贷款服务。
股份在2012年5月7日於港交所創業板上市。配售股份價格為0.65港元，股份為2.5億股，集資額為1.625億港元。

## 外部連結
- flyingfinancial.hk（页面存档备份，存于）